# アイオライト (水瀬いのりの曲)
「アイオライト」は、日本の声優・歌手である水瀬いのりの楽曲。作詞・作曲は志村真白が担当している。水瀬の11枚目のシングルとして2023年4月19日にKING AMUSEMENT CREATIVEより発売された。

## 背景、制作
本作は水瀬にとって「HELLO HORIZON」以来、約1年9ヶ月ぶりとなるナンバリングシングルで、作詞・作曲は志村真白が務めた。

## リリース、プロモーション
表題曲「アイオライト」は、水瀬の映像作品『Inori Minase LIVE TOUR glow』と同時発売され、テレビアニメ『デッドマウント・デスプレイ』のエンディングテーマに起用された。
初回封入特典として「特製トレカ」が封入されている。また、特定の販売店で購入した場合は先着で各チェーン店ごとに缶バッジやブロマイド、クリアファイルなどが特典として配布された。

## アートワーク
ディスクジャケットは、水瀬がスーツを着用し、楽曲のタイトルである「アイオライト」に合わせた色のグローブをはめた写真が採用されている。

## コンサートツアー
2023年2月19日に開催されたファンクラブイベント『いのりまち町民集会2023』にて、本作の発売を引っさげたライブツアー『Inori Minase LIVE TOUR 2023』の開催が発表され、兵庫を皮切りに、宮城、愛知、福岡、神奈川の全国5都市で行われる予定となっている。

## シングル収録曲
| #         | タイトル         | 作詞・作曲                  | 編曲       | 時間  |
| --------- | ---------------- | --------------------------- | ---------- | ----- |
| 1.        | 「アイオライト」 | 志村真白                    | EFFY       | 3:45  |
| 2.        | 「クータスタ」   | 藤永龍太郎(Elements Garden) | 藤永龍太郎 | 4:35  |
| 3.        | 「運命の赤い糸」 | 椿山日南子                  | 椿山日南子 | 4:28  |
| 合計時間: | 合計時間:        | 合計時間:                   | 合計時間:  | 12:48 |

## 参加アーティスト
- All Vocals & Chorus：水瀬いのり

| アイオライト - Bass：二家本亮介 - Guitars：菰口雄矢 - Strings：真部裕ストリングス - All Other Instruments：EFFY (FirstCall) | クータスタ - Drums：髭白健 - Bass：須長和広 - Guitars：藤永龍太郎 - All Other Instruments & Programming：藤永龍太郎 | 運命の赤い糸 - Guitars：黒田晃年 - Piano：岸田勇気 - Bass：二家本亮介 - Drums：山本淳也 - Strings：室屋光一郎ストリングス - All Other Instruments：椿山日南子 (Dream Monster) |

## メディアでの使用
| # | 曲名             | タイアップ                                                   | 出典  |
| - | ---------------- | ------------------------------------------------------------ | ----- |
| 1 | 「アイオライト」 | テレビアニメ『デッドマウント・デスプレイ』エンディングテーマ | [ 5 ] |

## リリース日一覧
| 地域 | リリース日    | レーベル                | 規格                   | 規格品番  | 備考                                                            |
| ---- | ------------- | ----------------------- | ---------------------- | --------- | --------------------------------------------------------------- |
| 日本 | 2023年4月19日 | KING AMUSEMENT CREATIVE | CD                     | KICM-2128 |                                                                 |
| 日本 | 2023年4月19日 | KING AMUSEMENT CREATIVE | デジタル・ダウンロード |           | 表題曲である「アイオライト」のみ2023年4月18日に先行配信された。 |

## チャート
| チャート                                | 最高 順位 | 出典   |
| --------------------------------------- | --------- | ------ |
| 日本・オリコン 週間CDシングルランキング | 7         | [ 2 ]  |
| Billboard Japan Hot Singles Sales       | 10        | [ 10 ] |